# KJ-200
KJ-200 — авиационный комплекс радиообнаружения и наведения, разработанный китайской авиастроительной корпорацией Shaanxi Aircraft Corporation.

## Конструкция и разработка
При разработке самолёта ДРЛО KJ-2000 на базе Ил-76 возникли перебои с поставками самолёта-носителя РЛС. Это побудило разработать в 2002 г. чисто свой (хотя и с меньшими возможностями) самолёт того же назначения — KJ-200.
Для установки радиолокатора был выбран самолёт Shaanxi Y-8 (разработанный на базе военно-транспортного Ан-12), производство Shaanxi Aircraft Company. На самолёте установлено 4 шестилопастных турбовинтовых двигателя Pratt & Whitney Canada PW150B, изготавливаемые канадским подразделением американской компании Пратт энд Уитни, и авионику производства Honeywell. Главный конструктор Оуян Шаосю заявил, что по сравнению с базовым вариантом, новый самолёт был переработан на 80%. В частности, для отображения информации в кабине пилотов установили специальные дисплеи («стеклянная кабина»).
На самолёт установили радиолокатор с фазированной антенной решёткой над задней частью фюзеляжа. Использован радиолокатор Erieye компании Saab AB.
По оценкам её дальность действия составит 300—450 км.
С 2011г модифицированный вариант самолёта стал поставляться в Пакистан. Модификация вылилась в приспособление его к совместным действиям с самолётами F-16 и  Chengdu FC-1 Xiaolong, стоящими на вооружении этой страны. В 2011 г. ВВС Пакистана эксплуатировали 4 машины.

## Технические характеристики
- Длина: 36 м.
- Размах крыльев: 40 м.
- Высота: 11,03 м.
- Крейсерская скорость: 650 км/ч на высоте 8 000 м.
- Мощность двигателя (1 шт.): 3 410 кВт
- Практический потолок: 10 400 м.
- Радиус действия: 7 800 км.

## Эксплуатация
3 июня 2006 г. один из 4 самолётов KJ-200, проходивший интенсивные испытания, разбился в округе Гуанду (в провинции Аньхой). По другим данным, это был второй экземпляр самолёта, совершивший первый полёт в 2005 г.
Во время лётных испытаний на борту находилось 5 лётчиков и 35 специалистов по авиационному оборудованию Предполагается, что большое число специалистов по оборудованию, находившихся на борту во время полёта, было вызвано нежеланием передавать по радиоканалам телеметрическую информацию на землю, т.к. она могла быть перехвачена иностранными разведывательными службами. Самолёт ударился о склон холма, все находившиеся на борту люди погибли. Считается, что по числу жертв, эта авария крупнейшая за историю ВВС КНР.
Результаты расследования, проведённого Central Military Commission (China), были объявлены 7 сентября 2006 г. Согласно официальной версии, причиной аварии стало обледенение крыльев при неоднократных проходах самолёта через облака в плохую погоду. Было объявлено, что около 12 высокопоставленных офицеров были наказаны (включая командующего Нанкинским военным округом). После аварии отметили появление дополнительных вертикальных килей для улучшения управляемости.
Также было высказано предположение, что во время «80% модернизации» с самолёта сняли противообледенительную систему и сигнализацию об обледенении.
По данным, по результатам расследования, заместителю командующего Нанкинским военным округом Цзян Цзяньцзэну обявили строгий выговор; зам. начальника штаба округа был понижен в должности; а командир авиаполка уволен из армии. Причина аварии - потеря управления из-за обледенения.
Самолёт участвовал в военном параде в День образования КНР 1 октября 2009 г. (летел первым).
В феврале 2017 г. над Южно-китайским морем произошло непреднамеренное сближение KJ-200 и берегового патрульного самолёта Локхид П-3 Орион ВМС США на расстояние около 300 м.
Оба самолёта (KJ-200 и KJ-2000 - прим.) будут являться важной составляющей ... НОАК в предстоящих военных действиях.

## Галерея
|  |  |  |  |

## Внешние ссылки
- KJ-200 AWACS Aircraft photos and intro